# IDEO
IDEO（アイディオ）は、アメリカ合衆国カリフォルニア州パロアルトに本拠を置くデザインコンサルタント会社 。
パロアルトの他に、サンフランシスコ、シカゴ、ニューヨーク、ボストン、ロンドン、ミュンヘン、東京そして上海に拠点を持つ。

## 概要
IDEOは製品、サービス、環境そしてデジタルエクスペリエンスのデザインへの支援を行っている。加えて、マネジメントコンサルティング事業を強化している。
IDEOは1991年に4つの既存デザインファームの合併によって創設された。4つのデザインファームとは、スタンフォード大学の教授であるデビッド・ケリーによって創設されたDavid Kelly Design、イギリスのビル・モグリッジによって創設されたMoggridge AssociatesとID Twoの2社、そしてマイク・ヌタルの創設したMatrix Product Designである。オフィス家具メーカーのSteelcase社が大半の出資を行っており、その独立部門として運営されている。前身である会社の創立者デビッド・ケリーは、2010年現在も同社に参加している。2001年にティム・ブラウンがCEOを引き継いだ。
同社では人間工学、機械・電気・電子工学、ソフトウェア工学、工業デザイン、インタラクションデザインの分野の人員を約500名を雇用している。IDEOはこれまでにコンピュータ、医薬、家具、玩具、事務、自動車製造の顧客に対して、数千のプロジェクトを行った。特筆すべき事例としては、Appleの最初のマウスやPowerBook DuoのドッキングシステムDuo Dock、マイクロソフトの2番目のマウス、PDAのPalm V 、そしてSteelcaseのLeap chairが挙げられる。2004年時点での主要な顧客企業としてProcter & Gamble(P&G)、ペプシ、マイクロソフト、Eli Lilliyが挙げられる。
2000年に、同社はABCの番組 Nightlineでの特集"Deep Dive"にて紹介され、わずか5日間で新しいショッピングカートのデザインを行う様子を放映され、話題となった。
2006年にはビジネスウィーク/アメリカ工業デザイン協会(IDSA) 工業デザイン優秀賞(IDEA)を最多受賞している。
2011年、東日本大震災発生後、東京にオフィスを開設している。また、復興をテーマに開催されたカンファレンスTEDxTohokuにて、同社のChief Creative OfficerであるPaul Bennettが来日し、復興に必要不可欠な四種の動物という比喩を用いたプレゼンテーションを行った。プレゼンテーションはYouTubeで公開されている。
2016年2月10日、博報堂DYホールディングスの「kyu」から出資を受けたことを発表した。

## 書籍
- The Art of Innovation - ゼネラルマネージャーのトム・ケリーが執筆。
  - 発想する会社! ― 世界最高のデザイン・ファームIDEOに学ぶイノベーションの技法　ISBN 978-4152084262

- The Ten Faces of Innovation - ゼネラルマネージャーのトム・ケリーが執筆。
  - イノベーションの達人!―発想する会社をつくる10の人材　ISBN 978-4152087362

- Thoughtless Acts?: Observations on Intuitive Design
  - 考えなしの行動　ジェーン・フルトン・スーリ, IDEO 著　ISBN 978-4778311797
  - 翻訳は作家の森博嗣。かつてIDEOに所属していた深澤直人が後書きを担当。

## TED Talks
- Human-centered design - David Kelleyの講演映像 - TEDカンファレンス、2002年2月、16:48。
  - デイヴィッド・ケリー: 人間中心のデザイン
- Design is in the details - Paul Bennettの講演映像 - TEDカンファレンス、2005年7月、13:55。
  - ポール・ベネット: デザインは細部に宿る
- Tales of creativity and play - Tim Brownの講演映像 - TEDカンファレンス、2008年5月、27:38。
  - ティム・ブラウン：創造性と遊び
- Designers -- think big! - Tim Brownの講演映像 - TEDカンファレンス、2009年7月、16:34。
  - ティム・ブラウン：デザイナーはもっと大きく考えるべきだ
- How to build your creative confidence - David Kelleyの講演映像 - TEDカンファレンス、2012年3月、11:30。
  - デビッド・ケリー 「自分のクリエイティビティに自信を持つ方法」